# Uroš Stepanović
Uroš Stepanović (Kirin Serbia: Урош Степановић; sinh ngày 27 tháng 2 năm 1993) là một tiền vệ bóng đá Serbia thi đấu cho FK Novi Pazar.